# Pfarrkirche Veitsch

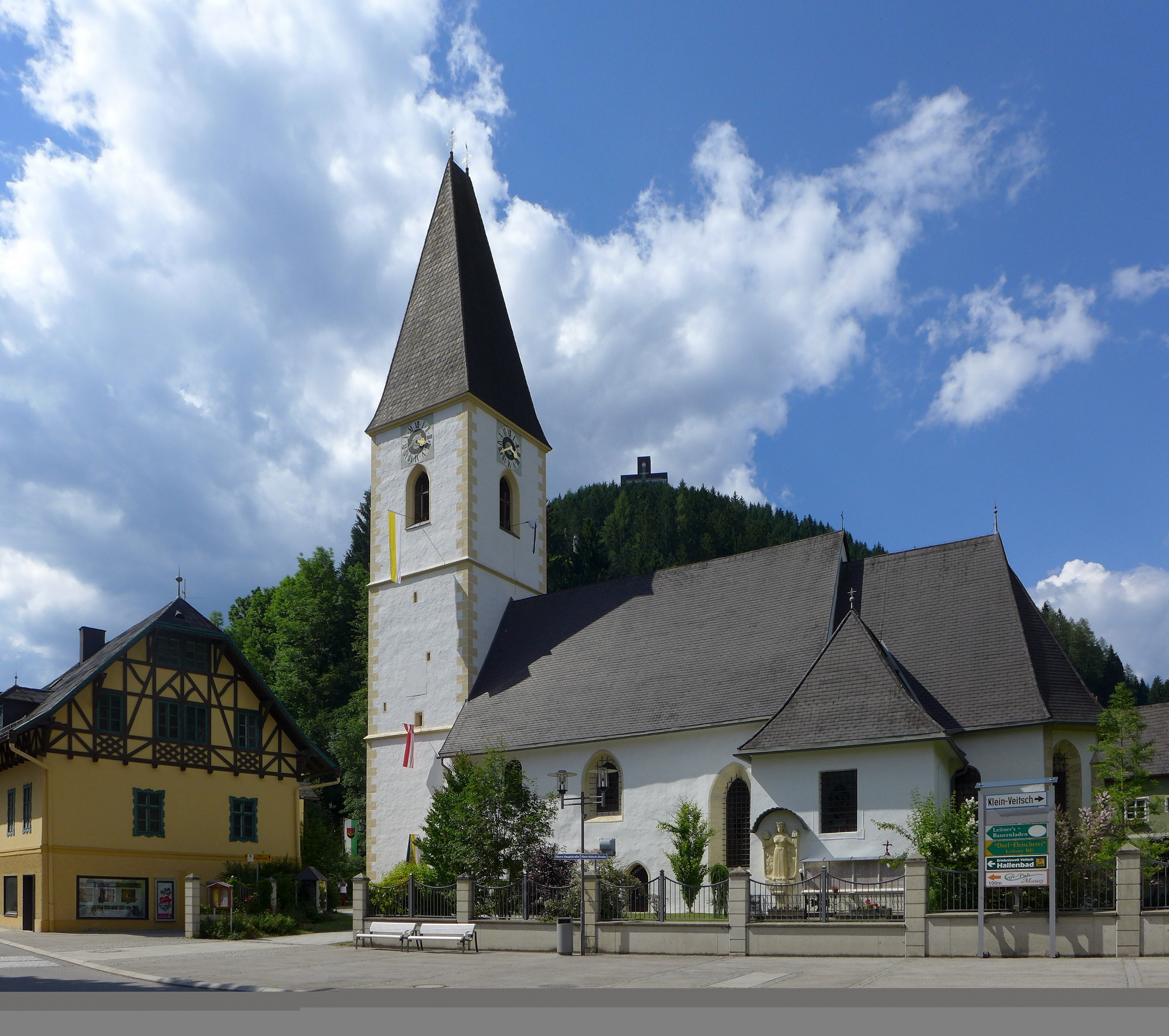
Katholische Pfarrkirche hl. Veit im Veitsch

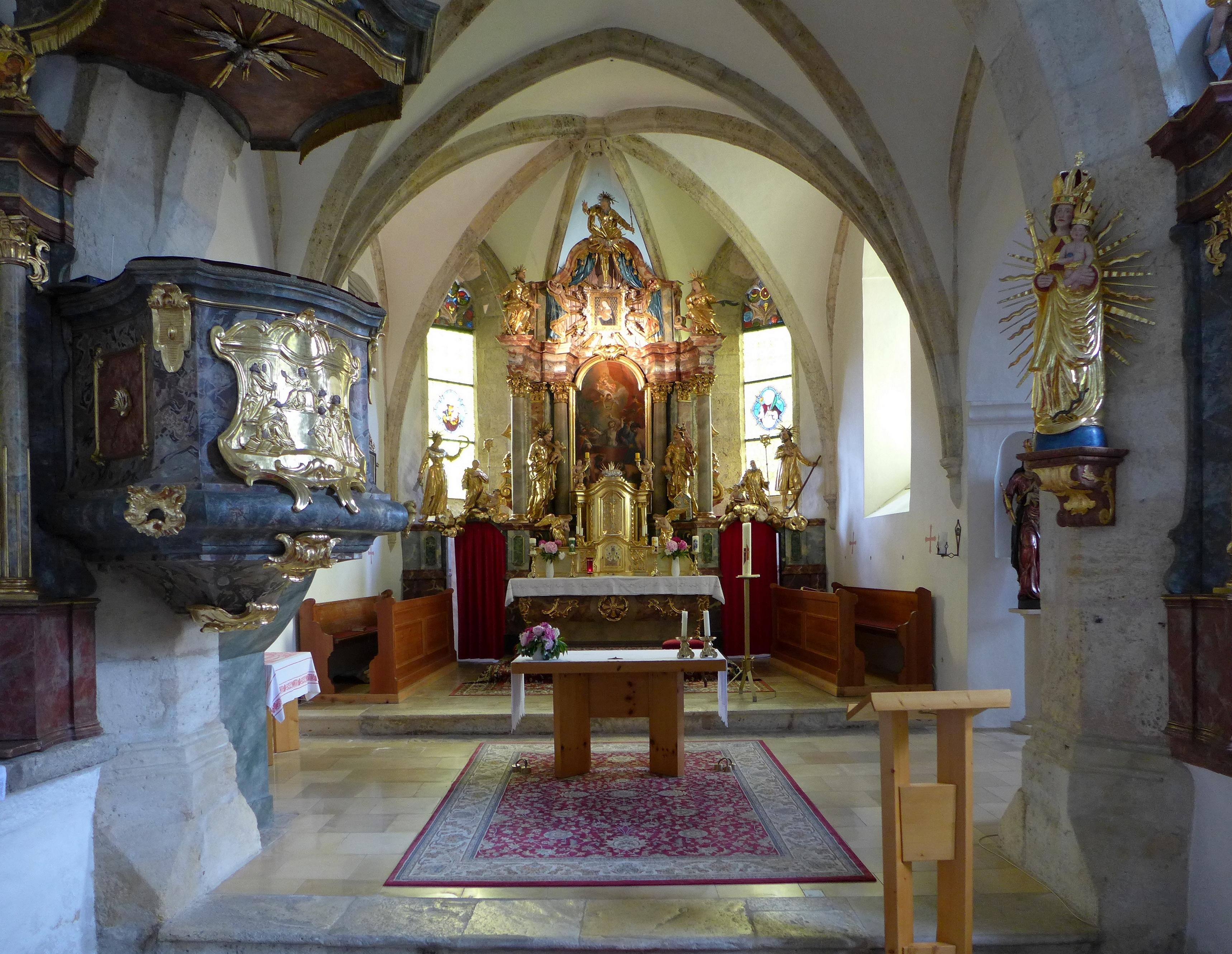
Langhaus, Blick zum Chor

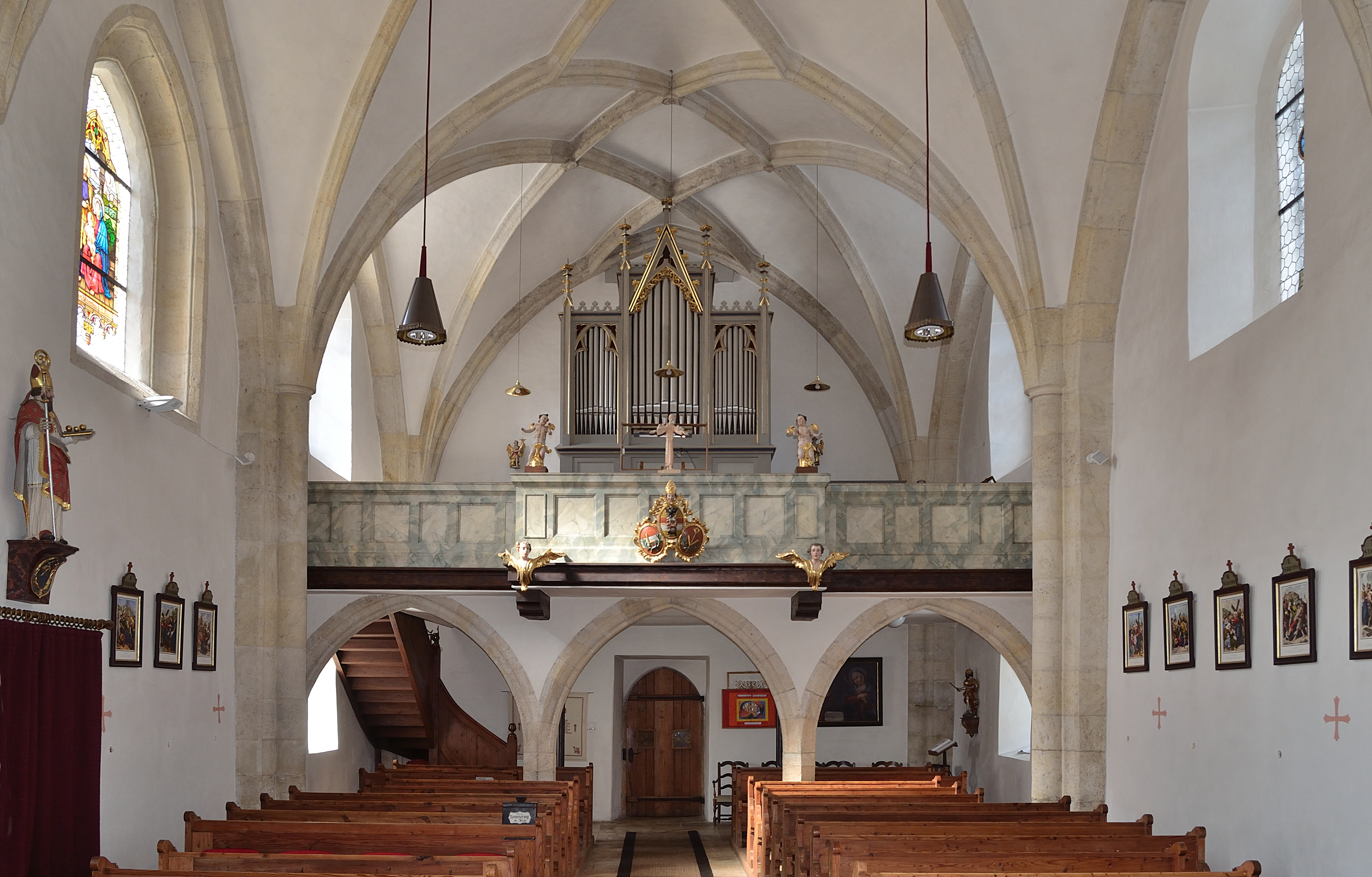
Langhaus, Blick zur Empore

Die römisch-katholische Pfarrkirche Veitsch steht in der Ortschaft Veitsch der Marktgemeinde Sankt Barbara im Mürztal im Bezirk Bruck-Mürzzuschlag in der Steiermark. Die dem Patrozinium des Heiligen Veit unterstellte Pfarrkirche gehört zur Region Obersteiermark Ost (Dekanat Mürztal) in der Diözese Graz-Seckau. Die Kirche steht unter Denkmalschutz (Listeneintrag).

## Geschichte
Urkundlich wurde 1206 eine Kirche genannt. Die Pfarre war bis 1958 dem Stift St. Lambrecht inkorporiert.
Im Jahr 1957 war eine Restaurierung.

## Architektur
Der Kirchenbau ist durch einen gotischen Verbindungsgang mit einem Ost-Erker mit einem verstäbten Fenster mit der nördlich gelegenen Propstei verbunden.
Die Kirche hat einen wuchtigen dreigeschoßigen Turm mit einem hohen Keildach, das Turmerdgeschoß ist stichkappentonnengewölbt, der Turm hat südlich ein verstäbtes Rundbogenportal. Die Portale im Westen und Süden sind spitzbogig.
Das dreijochige Langhaus von 1456 hat ein Netzrippengewölbe auf Halbrunddiensten vor eingezogenen Strebepfeilern. Das Gewölbe hat runde und Wappenschlusssteine, im mittleren Joch mit zwei Köpfen seitlich des Heilig-Geist-Loches. Es gibt einige Blattkapitelle. Der eingezogene Fronbogen ist spitzbogig. Der um eine Stufe erhöhte niedrigere einjochige Chor hat einen Fünfachtelschluss, das tief heruntergezogene Kreuzrippengewölbe ruht auf Konsolen. Das Gewölbe hat runde Schlusssteine, auf jenem im Chorschluss mit der Darstellung eines segnenden Bischofs. Im Chorschluss gibt es flache Strebepfeiler und Reste eines spätgotischen Freskos Christus als Weltenrichter mit Maria und Johannes und im Maßwerk zweier Chorschlussfenster gotische Ornamentscheiben. Südlich am Chor befindet sich ein barocker Kapellenanbau mit einer Stichkappentonne und Wandpilastern.
Die dreiachsige Westempore steht auf Sechseckpfeilern, an der Brüstung befindet sich das Wappen von Abt Eugen Inzaghi (1737–1760).

## Einrichtung
Der Hochaltar mit Umgangsportalen entstand um die Mitte des 18. Jahrhunderts, er zeigt das Altarblatt hl. Veit dem Maler Johann Michael Eisenschmidt zugeschrieben. Hinter dem Altar befindet sich ein Klappbeichtstuhl.
Die Rokoko-Seitenaltäre entstanden im dritten Viertel des 18. Jahrhunderts mit Altarblättern von Friedrich Stilpp 1766, links mit Maria überreicht dem hl. Dominikus einen Rosenkranz und rechts hl. Sebastian. Der Altar in der Südkapelle entstand im zweiten Viertel des 18. Jahrhunderts. Die Kanzel entstand nach der Mitte des 18. Jahrhunderts mit einem Relief, das Christus im Tempel predigend darstellt.
Die neugotische Orgel baute A. Mauracher 1894. Eine Glocke von 1736 nennt Theresia Weyerin.

## Grabdenkmäler
- Gedenkstein zu Louise Deri gestorben 1910 mit einer Büste mit einem Flachrelief von Richard Kauffungen MCMXI.